# Székely Hadosztály

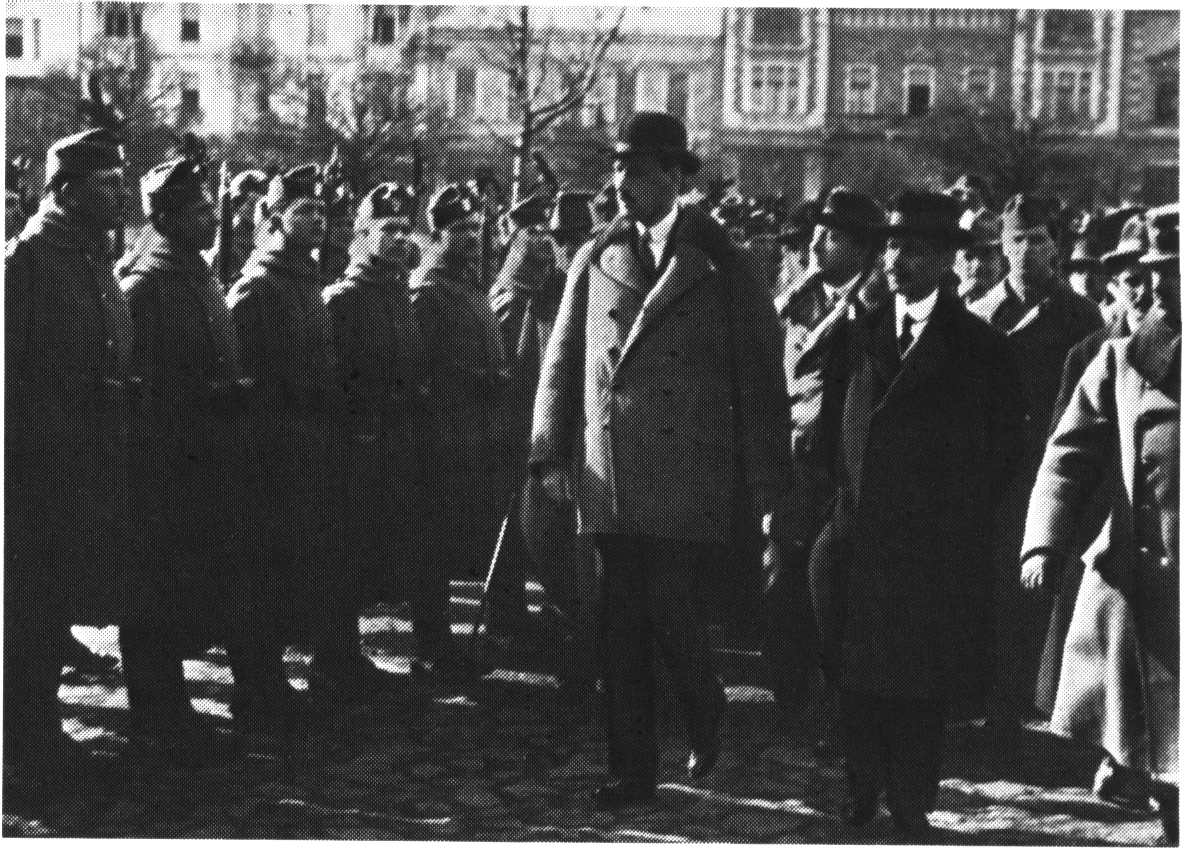
Károlyi Mihály ellép a Székely Hadosztály katonái előtt (1919. március 2., Szatmárnémeti)

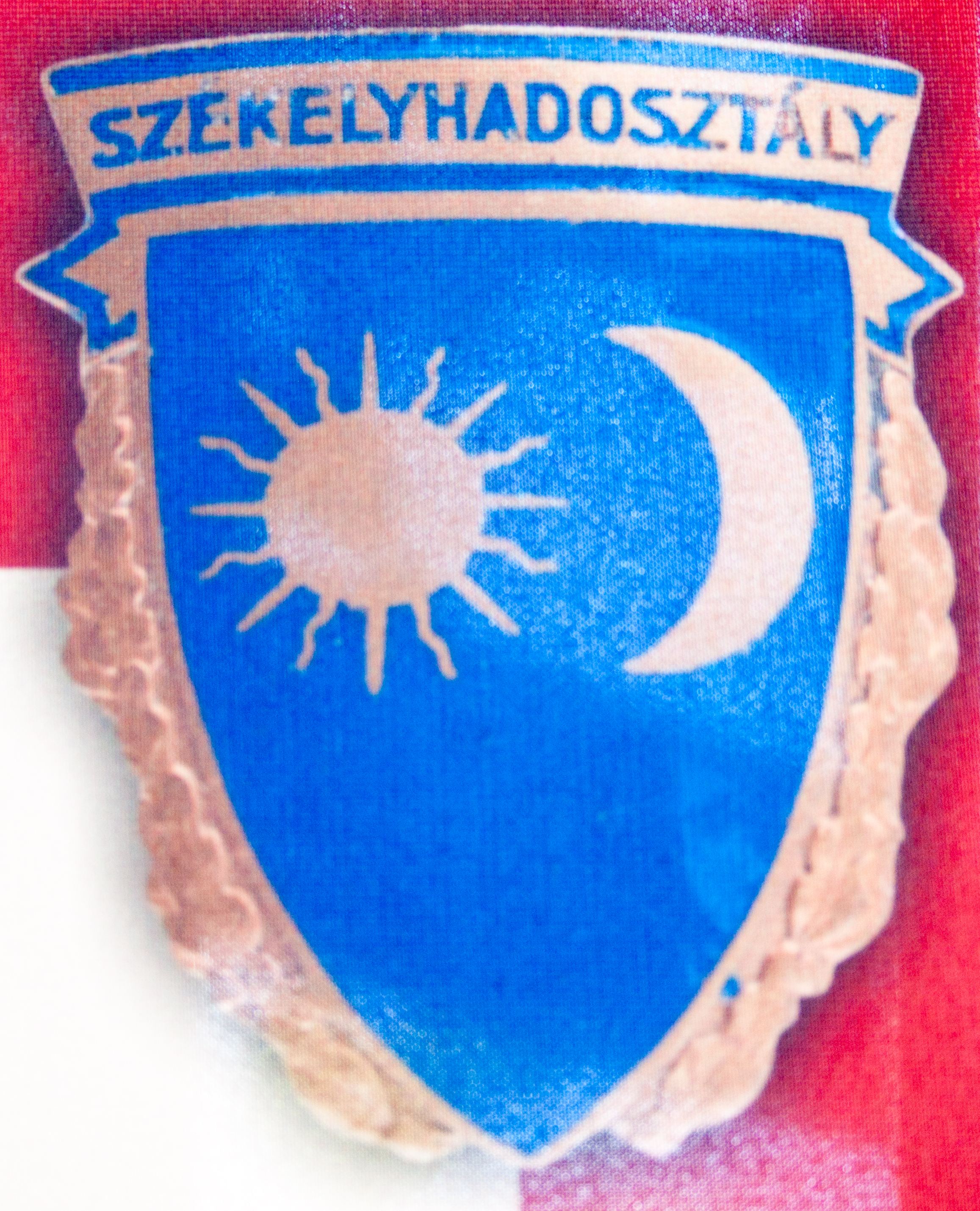
A Székely Hadosztály katonai jelvénye

A Székely Hadosztály volt a neve annak a katonai egységnek, amelyet 1918. december 1. után, az Erdélybe betört román csapatok elleni védekezésként hoztak létre Kolozsváron, Lukács Béla nyugalmazott altábornagy kezdeményezésére, a Kolozsvári Hadosztály együtt maradt törzséből (38. magyar hadosztály székely katonáiból), amelyhez csatlakoztak a Kratochvil Károly parancsnoksága alatt Erdélyben szerveződött alakulatok. A létszám: 400 tiszt és 4000 közlegény. A 38. hadosztály 1919 januárjában, saját kérésére a Székely Hadosztály nevet vehette fel, majd Székely Különítménnyé nevezték át. Az erdélyi fronton az egyetlen jól felszerelt, harcképes magyar katonai erő volt, amely harcolt a román hódítók ellen.  Az alakulat legnagyobb létszáma 649 tiszt, 12 438 fő legénység, 68 löveg és egy repülőosztály volt.

## Története
A hadosztály parancsnoka Kratochvil Károly, vezérkari főnöke Siménfalvy Károly vezérkari őrnagy lett. A Székely Hadosztály három nagyobb részből tevődött össze: a kolozsvári ezredtörzsből, a székelyföldi határezredek maradványaiból, valamint a menetközben a frontról hazatérő és melléjük csapódó hadosztálytöredékekből. 1918. december közepén 1700 katonát számlált, de csak 600 lőfegyverrel rendelkezett. Később a létszám meghaladta a 12 000 katonát.
„A Kratochvil által Budapestre küldött Lukács Béla vezérkari őrnagy és Stomm Marcel tájékoztatták Böhm hadügyminisztert az erdélyi katonai helyzetről és arról a körülményről, hogy amennyiben a székely hadosztály a magyar kormány részéről a szükséges támogatást nem kapja meg, akkor a román csapatok elfoglalják Budapestet.”
Pogány József kormánybiztos gyanakvóan, ellenségesen viszonyult a székely hadosztályhoz, abban ellenforradalmi alakulatot látott, bár a katonatanácsok ott is megalakultak. Tisza István korábbi miniszterelnök meggyilkolását követően Pogány József a magyarok önvédelmi harcával sem értett egyet, hanem ő adott parancsot arra, hogy a budapesti Székely Nemzeti Tanács követelése után, amikor ágyukat követeltek a Székely Hadosztály részére, ezeket a fegyvereket az éj leple alatt használhatatlanná tette, leszereltette az irányzékokat, így ezekkel az ágyukkal nem lehetett rendesen lőni.[forrás?]
A hiányos felszerelés ellenére a székely hadosztály számos katonai küldetést sikeresen teljesített.
Kezdetben Brassóban értékmentési feladatokat láttak el, majd tömegbiztosítás címén Tövisre és Gyulafehérvárra küldték őket a Fox Aurél által irányított páncélvonaton.
December 18-án a székelykocsárdi Maros-híd székely őrsége nem volt hajlandó a híd önkéntes feladására, mert mint mondták, „inkább ott halnak meg, de nem adják át Erdélyt”. A probléma megoldására Fényes László belügyminisztert rendelték ki, aki, miután a románok engedélyt kaptak a hídon való átvonulásra az Antanttól, ezekkel a szavakkal adta át a hidat: „Úgy a magyar kormány, mint az egész magyar nemzet nevében kijelentem, hogy a magyar nemzet soha sem a Maroson túli földről, ahonnan önök most jönnek, sem arról a földről ahová önök most mennek lemondani nem fog!”
December 24-én Kolozsvárt is megszállták a román csapatok, a székely hadosztály egységeit ezt megelőzően visszavonták.
1918. december 30-án Kolozsvárra érkezett Henri Berthelot francia tábornok, aki Kelet-Magyarország főkormánybiztosával, Apáthy Istvánnal tárgyalt arról, hogy miként lehetne megakadályozni a magyar és román csapatok közötti fegyveres konfliktust. 1919. január 3-án abban állapodtak meg, hogy a magyar csapatok kiürítik a Déva-Kolozsvár-Nagybánya demarkációs vonaltól délre és keletre eső területeket, és a demarkációs vonal két oldalán 15 km széles semleges övezet jön létre.
A székely hadosztály parancsnoksága először Bánffyhunyadon (1919. január 7–10.), majd Nagyváradon (1919. január 10–17.) működött.
Nagyváradot védve a Szinérváralja–Csucsa–Belényes vonalat foglalta el, és előretolt egységük (VI. hadosztály: 13 zászlóalj, összesen 8 ezer fő) Bánffyhunyad, Nagyalmás, Sebesvár, Hodosfalva térségében foglalt el állásokat, a XVIII. román hadosztállyal szemben.
A csucsai harcok során (1919. január közepe után) a 21. gyalogezred egységei, együtt harcoltak a kolozsvári Verbőczy-féle nemzetőr-zászlóaljjal egységeivel. Az Erdélybe behatoló románok itt találkoztak az első komolyabb ellenállással. Az első összecsapás  január 5-én zajlott Egeresnél, miután egy három szakaszból álló székely század Derecskéről kiindulva egészen Egeresig vonult előre, hogy az ottani magyarság élet- és vagyonbiztonságát szavatolja.
A Székely Nemzeti Tanács támogatta a Székely Hadosztály szervezését. Ugron Gábor 1919. március 1-én a Székely Nemzeti Tanács  képviseletében beszédet tartott Szatmárnémetiben, a Székely Hadosztály zászlóavatási ünnepélyén.
A Székely Hadosztály harcaival párhuzamosan a székelyföldi Sóvidék székely lakossága 1919. március 29-én fellázadt az elnyomó és betolakodó idegen hadsereg ellen, és néhány napra, április 6-ig visszaállította a magyar közigazgatást.
A hadosztály parancsnoka, Kratochvil Károly azonban a Tanácsköztársaság kikiáltása után felkereste az Erdélyi Kormányzótanács vezetőjét és kijelentette, hogy „készen áll a román hadsereg oldalán harcolni a proletárdiktatúra ellen”. Visszaemlékezéseiben Kratochvil leírta, hogy április 16-án „átcsoportosította” hadosztályát – azaz a hadvezetés engedélye nélkül visszavonult. Elhatározását a hadvezetésnek küldött jelentésében azzal indokolta, hogy 60%-os veszteséget szenvedett a románoktól, ami nem volt igaz. 1919. április 20-án megszakított minden érintkezést a Hadügyi Népbiztossággal és tárgyalásokat kezdett a fegyverletételről a románokkal.
Ugyanakkor Lukács György, a Vörös Hadsereg politikai biztosa és Verbőczy Kálmán százados, a Székely Hadosztály legvitézebb zászlóaljparancsnoka, Magyarország akkori legjobb céllövője, a tiszai harcok során életre szóló barátságot kötöttek. Lukács fél évszázaddal később így írt Verbőczynek:

„Ha visszagondolok ezekre az időkre, mindig Önre kell gondolnom, mint egyik legodaadóbb és legbátrabb harcostársamra.”

– Lukács György

A székely harcosok egy része 1919. április 26-án Demecserben letette a fegyvert a román hadsereg előtt. A román megszállók a tiszteket és több katonát egy ideig Brassóba internálták, majd hazaengedték őket. A többség tovább harcolt, egyesek a Tanácsköztársaság hadseregében, felszabadítva a Felvidéket Eperjesig, mások a nyugaton harcoltak és az osztrák csapatok ellen védték Magyarországot. Ez utóbbi során az ún. Rongyos Gárda soraiban küzdöttek, s létrehozták a de facto Lajtabánságot.

## Képtár

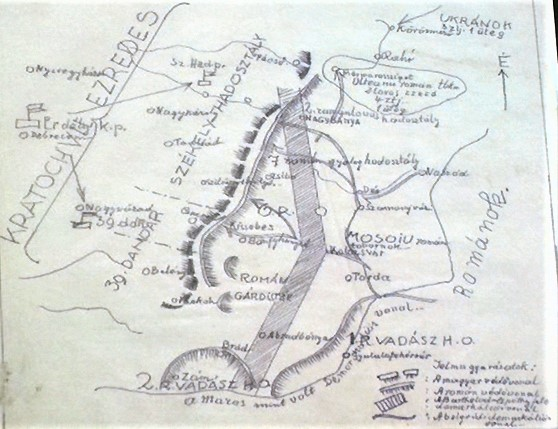
Semleges sáv a Székely Hadosztály és a román hadsereg között – 1919 január